# Турица (Лучани)
Турица је насеље у Србији у општини Лучани у Моравичком округу. Према попису из 2022. било је 446 становника.

## Демографија
У насељу Турица живи 525 пунолетних становника, а просечна старост становништва износи 43,2 година (41,6 код мушкараца и 44,8 код жена). У насељу има 198 домаћинстава, а просечан број чланова по домаћинству је 3,20.
Ово насеље је у потпуности насељено Србима (према попису из 2002. године), а у последња три пописа, примећен је пад у броју становника.
|  |

| Демографија | Демографија | Демографија |
| Година      | Становника  | Становника  |
| ----------- | ----------- | ----------- |
| 1948.       | 907         |             |
| 1953.       | 968         |             |
| 1961.       | 862         |             |
| 1971.       | 806         |             |
| 1981.       | 772         |             |
| 1991.       | 715         | 708         |
| 2002.       | 634         | 649         |
| 2011.       | 530         |             |

| Етнички састав према попису из 2002.‍ | Етнички састав према попису из 2002.‍ | Етнички састав према попису из 2002.‍ | Етнички састав према попису из 2002.‍ | Етнички састав према попису из 2002.‍ |
| ------------------------------------ | ------------------------------------ | ------------------------------------ | ------------------------------------ | ------------------------------------ |
|                                      |                                      |                                      |                                      |                                      |
| Срби                                 | Срби                                 |                                      | 634                                  | 100,0%                               |
| непознато                            | непознато                            |                                      | 0                                    | 0,0%                                 |

| Година пописа     | 1948. | 1953. | 1961. | 1971. | 1981. | 1991. | 2002. |
| ----------------- | ----- | ----- | ----- | ----- | ----- | ----- | ----- |
| Број домаћинстава | 165   | 176   | 201   | 205   | 213   | 219   | 198   |

| Број чланова      | 1  | 2  | 3  | 4  | 5  | 6  | 7 | 8 | 9 | 10 и више | Просек |
| ----------------- | -- | -- | -- | -- | -- | -- | - | - | - | --------- | ------ |
| Број домаћинстава | 40 | 47 | 30 | 28 | 27 | 23 | 0 | 2 | 1 | 0         | 3,20   |

| Пол    | Укупно | Неожењен/Неудата | Ожењен/Удата | Удовац/Удовица | Разведен/Разведена | Непознато |
| ------ | ------ | ---------------- | ------------ | -------------- | ------------------ | --------- |
| Мушки  | 269    | 84               | 165          | 17             | 3                  | 0         |
| Женски | 276    | 48               | 164          | 60             | 4                  | 0         |
| УКУПНО | 545    | 132              | 329          | 77             | 7                  | 0         |

| Пол    | Укупно                    | Пољопривреда, лов и шумарство | Рибарство                            | Вађење руде и камена | Прерађивачка индустрија       |
| ------ | ------------------------- | ----------------------------- | ------------------------------------ | -------------------- | ----------------------------- |
| Мушки  | 188                       | 84                            | 0                                    | 1                    | 64                            |
| Женски | 143                       | 100                           | 0                                    | 0                    | 13                            |
| УКУПНО | 331                       | 184                           | 0                                    | 1                    | 77                            |
| Пол    | Производња и снабдевање   | Грађевинарство                | Трговина                             | Хотели и ресторани   | Саобраћај, складиштење и везе |
| Мушки  | 8                         | 2                             | 5                                    | 1                    | 8                             |
| Женски | 0                         | 0                             | 4                                    | 5                    | 1                             |
| УКУПНО | 8                         | 2                             | 9                                    | 6                    | 9                             |
| Пол    | Финансијско посредовање   | Некретнине                    | Државна управа и одбрана             | Образовање           | Здравствени и социјални рад   |
| Мушки  | 0                         | 5                             | 2                                    | 4                    | 2                             |
| Женски | 3                         | 3                             | 1                                    | 6                    | 7                             |
| УКУПНО | 3                         | 8                             | 3                                    | 10                   | 9                             |
| Пол    | Остале услужне активности | Приватна домаћинства          | Екстериторијалне организације и тела | Непознато            | Непознато                     |
| Мушки  | 0                         | 0                             | 0                                    | 2                    | 2                             |
| Женски | 0                         | 0                             | 0                                    | 0                    | 0                             |
| УКУПНО | 0                         | 0                             | 0                                    | 2                    | 2                             |

## Занимљивости
У Турици је рођена певачица Јелена Броћић и српски математичар Милутин Достанић.